# Вильгельм Прусский (1906—1940)
Вильгельм Фридрих Франц Иосиф Кристиан Олаф Прусский (нем. Wilhelm Friedrich Franz Joseph Christian Olaf von Preußen; 4 июля 1906, Потсдам, Пруссия — 26 мая 1940, Нивель, Валлония) — старший сын принца Вильгельма Прусского, кронпринца Германской империи и Пруссии, и его супруги Цецилии Мекленбург-Шверинской. Старший внук последнего германского императора Вильгельма II.

## Биография

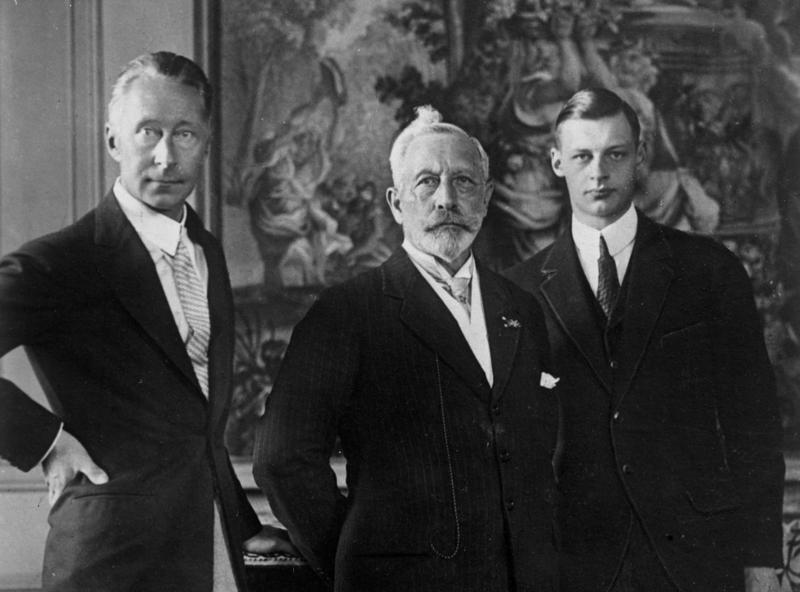
Принц Вильгельм (справа) с отцом и дедом, 1927 год.

В свой десятый день рождения в соответствии с традициями Вильгельм был зачислен в звании лейтенанта в 1-й гвардейский пехотный полк и удостоился от деда-императора ордена Чёрного орла. После отречения Вильгельма II и отказа отца от прав на престол Вильгельм проживал в Потсдаме и вместе со своим братом Луи Фердинандом учился в городской реальной гимназии. В ноябре 1918 года Максимилиан Баденский обдумывал вариант возведения принца на престол при регентсве его дяди принца Этеля. Однако стремительное развитие Ноябрьской революции смело монархию в Германии. 
Начиная с 1925 года Вильгельм изучал юриспруденцию в Кёнигсбергском, Мюнхенском и Боннском университетах.
3 июня 1933 года Вильгельм вступил в морганатический брак с Доротеей фон Сальвиати (1907—1972), в связи с чем отказался от своих прав перворождённого на престол. С 1935 года Вильгельм проживал с супругой и двумя дочерьми Фелицитой и Кристой во дворце Клайн-Обиш близ Глогау в Силезии.
Монархически настроенные консервативные круги оппозиции нацистскому режиму возлагали надежды на Вильгельма. После начала Второй мировой войны Вильгельм в звании старшего лейтенанта резерва принял участие в военных действиях в составе пехотной дивизии вермахта на Западном фронте. В боях под Валансьеном 23 мая 1940 года принц получил тяжёлое ранение и умер через три дня в полевом госпитале в бельгийском Нивеле.
Траурное богослужение состоялось 29 мая 1940 года в потсдамской Фриденскирхе в парке Сан-Суси. Проводить принца Вильгельма в последний путь к месту погребения в Античном храме собралось 50 тыс. человек, что стало крупнейшим неорганизованным массовым скоплением народа в период правления Гитлера, который впоследствии издал приказ, запрещавший членам владетельных домов Германии участвовать в боевых действиях на фронте, а с 1943 года и служить в вермахте.

## Дети
- Фелицита Прусская (7 июня 1934 — 1 августа 2009), была дважды замужем. Пятеро детей от двух браков.
- Криста Прусская (род. 31 октября 1936), замужем за Петером Либесом (1926—1967). Детей у них не было.